# Aquaduct Veluwemeer
Het Aquaduct Veluwemeer is een aquaduct in Nederland tussen het Veluwemeer en het Wolderwijd bij de Gelderse plaats Harderwijk. De N302 of Knardijk bestaat uit twee keer twee rijstroken met ernaast een dubbel fietspad in een aparte koker. Dagelijks passeren er ruim 30.000 voertuigen; tijdens de spits geldt een geslotenverklaring voor langzaam verkeer.  
Het aquaduct werd voor het verkeer geopend in 2003. Het is 25 meter lang, 19 meter breed en heeft een waterdiepte van 3 meter, waardoor schepen met weinig diepgang en hoge mast van het Veluwemeer naar het Wolderwijd kunnen. 

## Geschiedenis
Ter plaatse van het aquaduct lag vroeger het sluizencomplex Hardersluis, dat op 20 april 1954 in gebruik werd genomen. De weg van Harderwijk naar Lelystad ging oorspronkelijk over de Knardijk die in Harderwijk begon, maar sinds 1968 volgt de N302 de huidige route door de polder. De Hardersluis raakte begin jaren 1990 overbelast. Dagelijks reden er 20.000 voertuigen over, wat regelmatig tot opstoppingen leidde. Het was de eerste keer dat een aquaduct niet door Rijkswaterstaat, maar door een extern adviesbureau werd ontworpen. Het aquaduct opende op 29 januari 2003 voor het verkeer, de iets verder gelegen brug volgde in het voorjaar. In het project werkten Harderwijk en de provincies Gelderland en Flevoland samen. De grens tussen die provincies ligt halverwege het aquaduct en de brug.
Ten tijde van de opening waren er 2x1 rijstroken beschikbaar in het aquaduct, met een middenberm en vluchtstroken, ook toegankelijk voor bussen en tractoren. Daarnaast is aan de westkant een aparte voorziening voor fietsers. In 2009 en 2010 is de N302 tussen Flevoland en de A28 verbouwd van een 1x2- met verkeerslichten tot een 2x2-weg met ongelijkvloerse aansluitingen. Sinds de voltooiing van dit project is het aquaduct met 2x2 rijstroken opengesteld voor al het verkeer; tijdens de spits geldt een geslotenverklaring voor landbouwverkeer. In het aquaduct en boven de N302 door Harderwijk is rijstrooksignalering aanwezig die voor langzaam verkeer waarschuwt. De maximumsnelheid gaat dan van 80 naar 50 km/uur. De N302 was hiermee de eerste niet-rijksautosnelweg (provinciale weg) die verkeerssignalering kreeg.

## Verkeersintensiteiten
In 2009 passeerden dagelijks 28.000 voertuigen het aquaduct. In 2015 waren dat er 33.700. Dit deel van de N302 is hiermee een van de drukste provinciale wegen van Gelderland.